# KR Reykjavík w europejskich pucharach
Występy w europejskich pucharach islandzkiego klubu piłkarskiego KR Reykjavík.
Legenda do wszystkich tabel:
- Q – runda eliminacyjna, 1/16, 1/8, 1/4, 1/2 – odpowiednia faza rozgrywek, Grupa – runda grupowa, 1r gr – pierwsza runda grupowa, 2r gr – druga runda grupowa, F – finał, R – runda, PO – play-off
- k. – rzuty karne, los. – losowanie, Dogr. – dogrywka, w. – zasada bramek strzelonych na wyjeździe

## Wykaz spotkań pucharowych

### 1964−2000
| Sezon     | Rozgrywki                 | Runda | Przeciwnik          | Dom | Wyjazd | Ogólnie    |
| --------- | ------------------------- | ----- | ------------------- | --- | ------ | ---------- |
| 1964/65   | Puchar Europy             | Q     | Liverpool           | 0–5 | 1–6    | 1–11       |
| 1965/66   | Puchar Zdobywców Pucharów | 1R    | Rosenborg           | 1–3 | 1–3    | 2–6        |
| 1966/67   | Puchar Europy             | 1R    | FC Nantes           | 2–3 | 2–5    | 4–8        |
| 1967/68   | Puchar Zdobywców Pucharów | 1R    | Aberdeen            | 1–4 | 0–10   | 1–14       |
| 1968/69   | Puchar Zdobywców Pucharów | 1R    | Olympiakos SFP      | 0–2 | 0–2    | 0–4        |
| 1969/70   | Puchar Europy             | 1R    | Feyenoord           | 0–4 | 2–12   | 2–16       |
| 1984/85   | Puchar UEFA               | 1R    | Queens Park Rangers | 0–3 | 0–4    | 0–7        |
| 1991/92   | Puchar UEFA               | 1R    | Torino FC           | 0–2 | 1–6    | 1–8        |
| 1993/94   | Puchar UEFA               | 1R    | MTK Budapest        | 1–2 | 0–0    | 1–2        |
| 1995/96   | Puchar Zdobywców Pucharów | Q     | CS Grevenmacher     | 2–0 | 2–3    | 4–3        |
| 1995/96   | Puchar Zdobywców Pucharów | 1R    | Everton             | 2–3 | 1–3    | 3–6        |
| 1996/97   | Puchar Zdobywców Pucharów | Q     | Sławija Mozyrz      | 1–0 | 2–2    | 3–2        |
| 1996/97   | Puchar Zdobywców Pucharów | 1R    | AIK Fotboll         | 0–1 | 1–1    | 1–2        |
| 1997/98   | Puchar UEFA               | 1Q    | Dinamo Bukareszt    | 2–0 | 2–1    | 4–1        |
| 1997/98   | Puchar UEFA               | 2Q    | OFI 1925            | 0–0 | 1–3    | 1–3        |
| 1999/2000 | Puchar UEFA               | Q     | Kilmarnock          | 1–0 | 0–2    | 1–2, Dogr. |

### 2001–2020
| Sezon   | Rozgrywki     | Runda | Klub             | Dom | Wyjazd | Ogólnie    |
| ------- | ------------- | ----- | ---------------- | --- | ------ | ---------- |
| 2000/01 | Liga Mistrzów | 1Q    | Birkirkara       | 4–1 | 2–1    | 6–2        |
| 2000/01 | Liga Mistrzów | 2Q    | Brøndby          | 0–0 | 1–3    | 1–3        |
| 2001/02 | Liga Mistrzów | 1Q    | Vllaznia Szkodra | 2–1 | 0–1    | 2–2, w.    |
| 2003/04 | Liga Mistrzów | 1Q    | Piunik Erywań    | 1–1 | 0–1    | 1–2        |
| 2004/05 | Liga Mistrzów | 1Q    | Shelbourne       | 2–2 | 0–0    | 2–2, w.    |
| 2007/08 | Puchar UEFA   | 1Q    | BK Häcken        | 0–1 | 1–1    | 1–2        |
| 2009/10 | Liga Europy   | 2Q    | AE Larisa        | 2–0 | 1–1    | 3–1        |
| 2009/10 | Liga Europy   | 3Q    | FC Basel         | 2–2 | 1–3    | 3–5        |
| 2010/11 | Liga Europy   | 1Q    | Glentoran        | 3–0 | 2–2    | 5–2        |
| 2010/11 | Liga Europy   | 2Q    | Karpaty Lwów     | 0–3 | 2–3    | 2–6        |
| 2011/12 | Liga Europy   | 1Q    | ÍF               | 5–1 | 3–1    | 8–2        |
| 2011/12 | Liga Europy   | 2Q    | MŠK Žilina       | 3–0 | 0–2    | 3–2        |
| 2011/12 | Liga Europy   | 3Q    | Dinamo Tbilisi   | 1–4 | 0–2    | 1–6        |
| 2012/13 | Liga Mistrzów | 2Q    | HJK Helsinki     | 1–2 | 0–7    | 1–9        |
| 2013/14 | Liga Europy   | 1Q    | Glentoran        | 0–0 | 3–0    | 3–0        |
| 2013/14 | Liga Europy   | 2Q    | Standard Liège   | 1–3 | 1–3    | 2–6        |
| 2014/15 | Liga Mistrzów | 2Q    | Celtic F.C.      | 0–1 | 0–4    | 0–5        |
| 2015/16 | Liga Europy   | 1Q    | Cork City        | 2–1 | 1–1    | 3–2, Dogr. |
| 2015/16 | Liga Europy   | 2Q    | Rosenborg        | 0–1 | 0–3    | 0–4        |
| 2016/17 | Liga Europy   | 1Q    | Glenavon         | 2–1 | 6–0    | 8–1        |
| 2016/17 | Liga Europy   | 2Q    | Grasshopper      | 3–3 | 1–2    | 4–5        |
| 2017/18 | Liga Europy   | 1Q    | SJK              | 0–0 | 2–0    | 2–0        |
| 2017/18 | Liga Europy   | 2Q    | Maccabi Tel Awiw | 0–2 | 1–3    | 1–5        |
| 2019/20 | Liga Europy   | 1Q    | Molde            | 0–0 | 1–7    | 1–7        |

### 2021–
| Sezon   | Rozgrywki               | Runda | Klub           | Dom     | Wyjazd  | Ogólnie |
| ------- | ----------------------- | ----- | -------------- | ------- | ------- | ------- |
| 2020/21 | Liga Mistrzów           | 1Q    | Celtic         | 0–6 (W) | 0–6 (W) | 0–6 (W) |
| 2020/21 | Liga Europy             | 2Q    | Flora          | 1–2 (W) | 1–2 (W) | 1–2 (W) |
| 2022/23 | Liga Konferencji Europy | 1Q    | Pogoń Szczecin | 1–0     | 1–4     | 2–4     |